# 密藏短線脂鯉
密藏短線脂鯉（学名：Curimatopsis crypticus）為輻鰭魚綱脂鯉目脂鯉亞目無齒脂鯉科的其中一個種，分布於南美洲亞馬遜河及蓋亞那、蘇利南及法屬圭亞那的沿岸淡水流域，體長可達5公分，棲息在氾濫區，成群活動，生活習性不明。
其种加词“Crypticus”意为“隐藏的”。